# Davide Moro
Davide Moro (* 2. Januar 1982 in Tarent) ist ein ehemaliger italienischer Fußballspieler und heutiger Trainer.

## Karriere
Moro begann seine Profikarriere beim FC Empoli, kam in seiner ersten Saison jedoch zu keinem Einsatz. So wurde er die beiden folgenden Spielzeiten verliehen. Von 2002 bis 2004 spielte er für die AC Sangiovannese 1927 und den FC Varese, wo er jeweils Stammspieler war und Erfahrung sammeln konnte. Nach seiner Rückkehr zu Empoli im Sommer 2004 konnte er sich einen Stammplatz erkämpfen und war über mehrere Jahre hinweg ein wichtiger Bestandteil der Mannschaft. So konnte er in seiner ersten Spielzeit bei Empoli nach den Leihen gleich die Serie-B-Meisterschaft feiern. Zwei Jahre nachdem Empoli wieder abgestiegen war, wurde er in der Saison 2009/10 an die AS Livorno verliehen, wo er ebenfalls Stammkraft war. Nach seiner erneuten Rückkehr zu Empoli konnte er sich auch dort sofort wieder in die Mannschaft spielen. Dies änderte sich erst in der Spielzeit 2013/14, in der Moro nicht mehr so häufig eingesetzt wurde. Am Ende der Saison gelang jedoch der erneute Aufstieg in die Serie A. In der ersten Erstligaspielzeit seit sechs Jahren führte Moro seine Mannschaft als Kapitän.
Seit seinem Karriereende ist er als Trainer von diversen Jugendmannschaften beim FC Empoli tätig.

## Erfolge
- Aufstieg in die Serie A: 2001/02, 2013/14
- Italienischer Zweitligameister: 2004/05